# John Buford

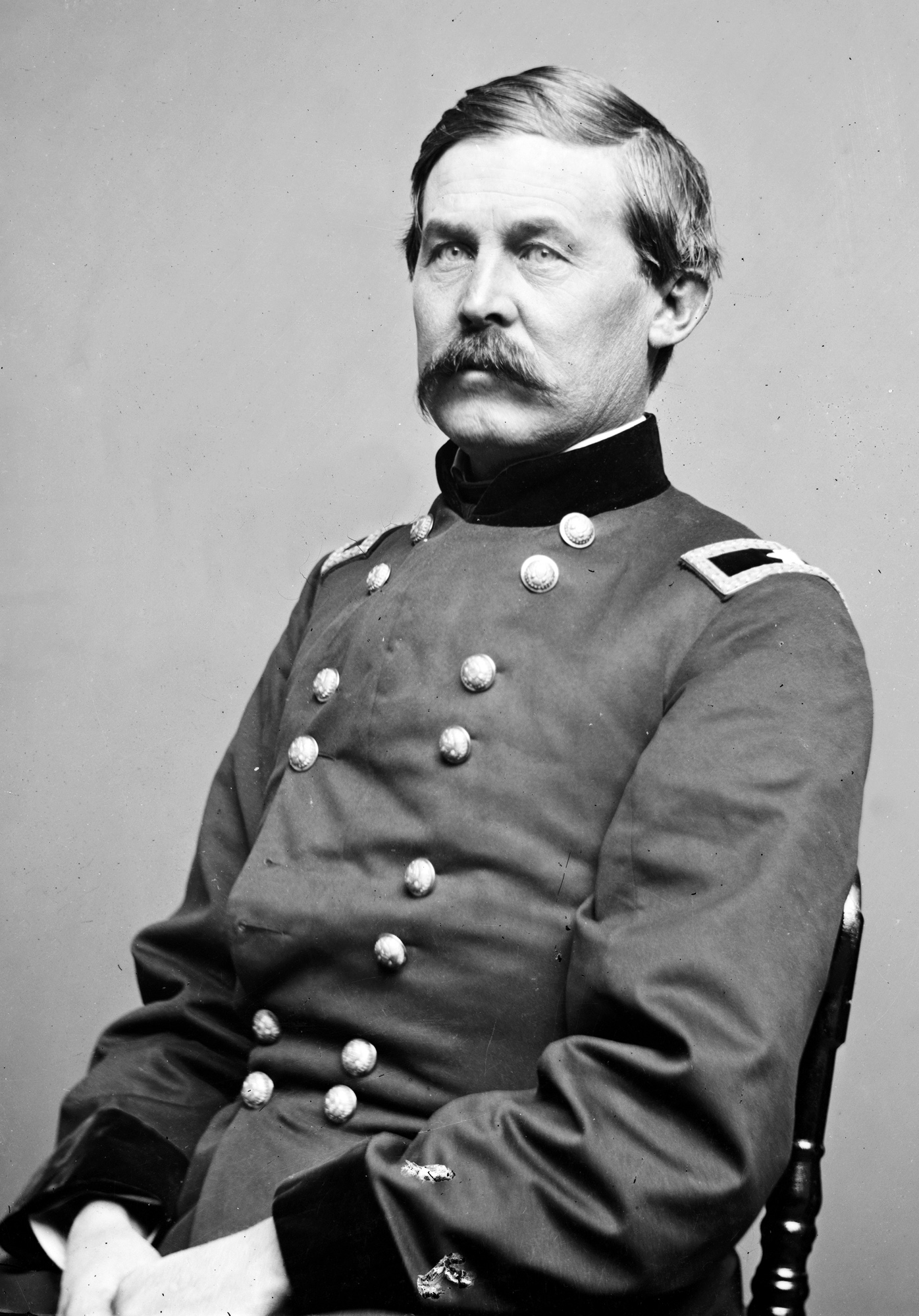
John Buford

John Buford (* 4. März 1826 im Woodford County, Kentucky; † 16. Dezember 1863 in Washington, D.C.) war General der United States Army. Er kommandierte die Kavallerievorhut der Potomac-Armee in der Schlacht von Gettysburg.

## Militärische Laufbahn
Buford besuchte die Militärakademie in West Point von 1844 bis 1848 und schloss diese als 16. von 48 Teilnehmern ab. Er wurde Leutnant der US Dragoner und als solcher an der Indianer-Grenze eingesetzt. Er nahm 1857/1858 am Utah-Krieg teil.
Am 12. November 1861 wurde er zum Major der Unionsfreiwilligen (USVols) befördert und leistete Dienst im Stab des Generalinspektors. Eine erneute Beförderung zum Brigadegeneral der Freiwilligenverbände (USV) folgte am 27. Juli 1862. Er wurde Kommandeur der Kavallerie in John Popes Virginia-Armee und nahm am Nord-Virginia-Feldzug teil.
Am 27. August 1862 kam es zum Gefecht von Thoroughfare Gap gegen James Longstreets Korps, am 29. August und 30. August 1862 zur zweiten Schlacht am Bull Run. Er wurde im Kampf verwundet. Buford wurde Kommandeur der Kavallerie unter George B. McClellan im Maryland-Feldzug 1862 und nahm an der Schlacht am Antietam in Sharpsburg am 17. September teil. In gleicher Funktion nahm er an der Schlacht von Fredericksburg unter Ambrose E. Burnside teil. Anschließend diente er als Kommandeur der Reserve-Kavalleriebrigade, welche primär aus Einheiten der regulären Armee bestand, in weiteren Gefechten, einschließlich Stonemans Raid. Als das Kavalleriekorps im Mai 1863 reorganisiert wurde, bekam Buford die 1. Kavalleriedivision. Er befehligte diese bei Beverly Ford, Aldie, Middleburg und Upperville und schließlich in der Schlacht von Gettysburg.
Buford wurde daraufhin rückwirkend zum 1. Juli 1863 zum Generalmajor der USV befördert. Die Beförderung wurde ihm auf seinem Sterbebett überreicht, die Todesursache war eine Lungenentzündung sowie typhoides Fieber und allgemeine Erschöpfung. Er ist auf dem United States Military Academy Post Cemetery in West Point beerdigt.

## Geschichtliche Bedeutung
Als Kommandeur der Vorhut der Kavallerie der Army of the Potomac klärte Buford am 30. Juni 1863 gegen Gettysburg auf. Er begriff sofort die Wichtigkeit dieses Straßenknotenpunktes, als seine Division auf Infanterie der Nord-Virginia-Armee unter James Johnston Pettigrew aus Henry Heths Division im Verband von Ambrose Powell Hills III. Korps traf.
Er ließ seine Reiter absitzen und nahm das Gefecht ab etwa 07:30 Uhr morgens an. Seine mit Sharps-Karabinern ausgerüsteten Einheiten hielten McPhersons Ridge bis zum Eintreffen der Unionsinfanterie unter Generalmajor John Fulton Reynolds (I. Korps) und Oliver Otis Howard (XI. Korps). John Bufords Einschätzung des Geländes um Gettysburg als günstiges Schlachtfeld ermöglichte es Generalmajor Winfield Scott Hancock mit den nachfolgenden Unionstruppen den Cemetery Ridge zu halten. Damit hatte Generalmajor George Gordon Meade als der Oberbefehlshaber der Potomac-Armee den Vorteil der höhergelegenen Stellung und der inneren Linie.